# 2963 Chen Jiageng
2963 Chen Jiageng eller 1964 VM1 är en asteroid i huvudbältet som upptäcktes den 9 november 1964 av Purple Mountain-observatoriet i Nanjing, Kina. Den är uppkallad efter Chen Jiageng.
Asteroiden har en diameter på ungefär 9 kilometer och den tillhör asteroidgruppen Koronis.